# Torfkirche Gröf

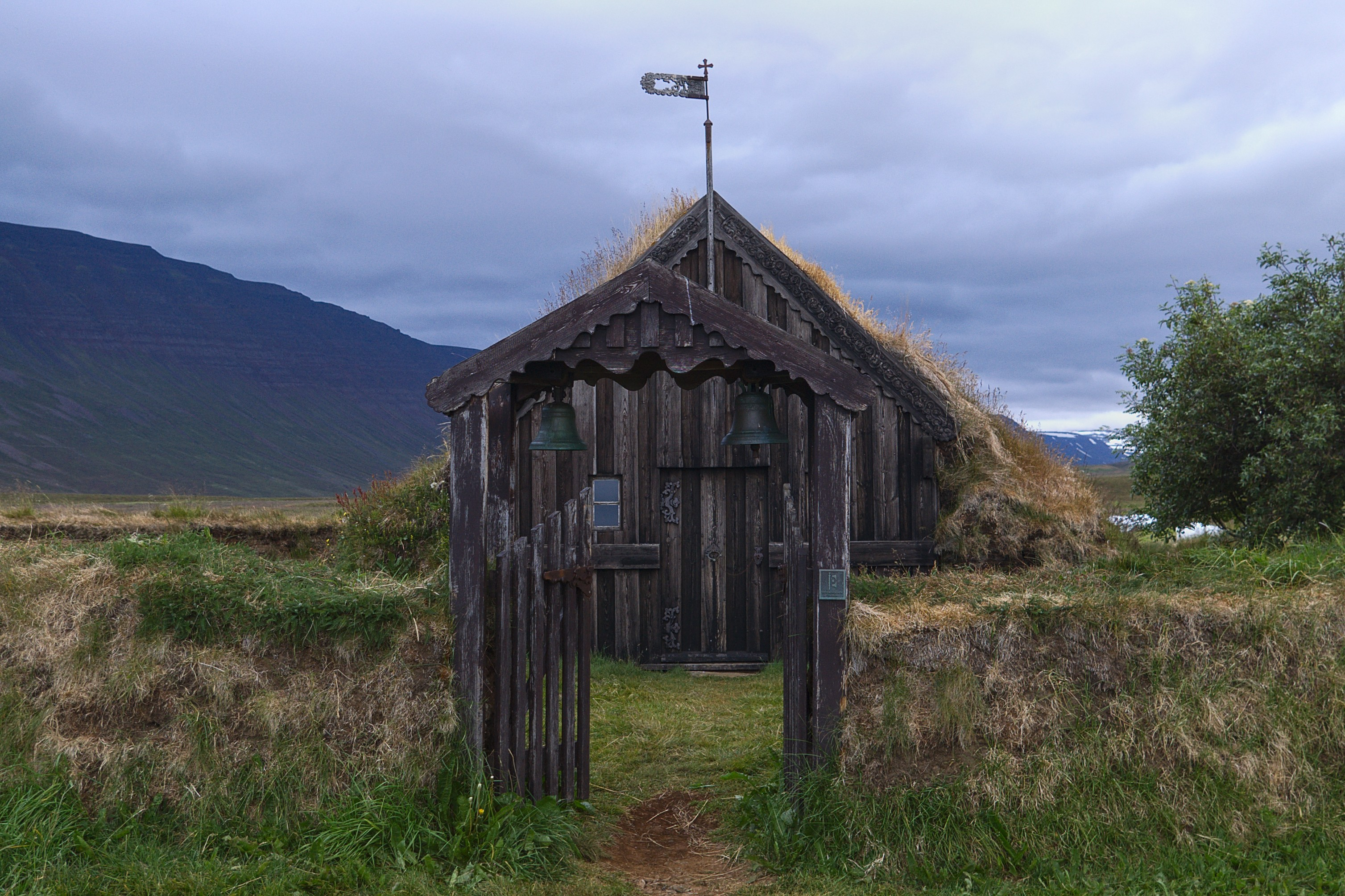
Torfkirche Gröf

Die Torfkirche Gröf (isländisch Grafarkirkja) ist die Kirche des Gehöfts Gröf in der isländischen Gemeinde Skagafjörður.

## Lage
Das Gehöft Gröf mit seiner bekannten Torfkirche liegt in Nordisland am Fjord Skagafjörður 6 km südlich von Hofsós. Es ist über die Straße Siglufjarðarvegur  zu erreichen, die unweit von Varmahlíð von der wichtigsten Überlandstraße Islands, dem Hringvegur (Ringstraße), nach Norden abzweigt.

## Geschichte
Die Kirche wurde im letzten Viertel des 17. Jahrhunderts erbaut, möglicherweise auf Betreiben von Gísli Þorláksson, der 1657–1684 Bischof von Hólar war. Demnach könnte sie zu den ältesten Gebäuden auf Island gehören. Auf Befehl des dänischen Königs wurde sie ab 1765 nicht mehr für Gottesdienste genutzt und sollte abgerissen werden, doch sie blieb erhalten und wurde als Lagerraum zweckentfremdet. Als das isländische Nationalmuseum sie 1939 käuflich erwarb, war sie in schlechtem Zustand. Erst 1950 wurde mit der Restaurierung begonnen, und 1953 wurde die Kirche wieder eingeweiht.

## Kirchengebäude
Die Torfkirche Gröf  hat ein Dach aus Grassoden und ähnelt der jüngeren Kirche in Víðimýri. Ihre Länge beträgt 6,25 m und ihre Breite 3,20 m. Ihre aus Torfstücken aufgeschichteten Grundmauern sind 1,50–1,70 m hoch und 1,50 m dick, und die beiden Giebelwände sind aus Kiefernbrettern, die bei der Restaurierung neu angefertigt wurden. Im Innern, das 25 Personen Platz bietet, fallen neben einem Schrankaltar mit barocken Verzierungen die Schnitzereien auf, die teilweise bei der Restaurierung neu angefertigt werden mussten, sowie die Wandmalereien, die von der Kunstmalerin Vigdís Kristjánsdottir aufgearbeitet wurden.
Die Torfkirche Gröf ist einzige Kirche Islands, die mitten auf einem ringförmigen Friedhof steht, und er wurde 1950 unter Verwendung der ursprünglichen noch erhaltenen Friedhofsmauer aus dem 17. Jahrhundert neu angelegt.